# Sh2-203
Sh2-203 è una nebulosa a emissione visibile nella costellazione di Perseo.
Si individua nella parte settentrionale della costellazione, a circa 5° in direzione nord rispetto alla stella Mirfak; il periodo più indicato per la sua osservazione nel cielo serale ricade fra i mesi di settembre e febbraio ed è notevolmente facilitata per osservatori posti nelle regioni dell'emisfero boreale terrestre, dove si presenta circumpolare fino alle regioni temperate calde.
Si tratta di una grande regione H II situata sul Braccio di Perseo; stime sulla distanza basate sulle emissioni CO hanno fornito valori in parte contrastanti: secondo uno studio del 2003 la nebulosa è posta a circa 3500 parsec (circa 11400 anni luce), mentre uno studio successivo dello stesso autore che prende in considerazione parametri fotometrici riporta una distanza di 1710 parsec (5575 anni luce). La responsabile della sua ionizzazione sarebbe quasi certamente una stella di classe spettrale B nota come LS I +55 47, sebbene sussistano delle incertezze dovute alla ricombinazione delle sue linee di emissione; secondo lo studio più recente, a Sh2-203 è associata anche la più piccola e più brillante BFS 31. Nel complesso è nota una sorgente di radiazione infrarossa, che riporta la sigla IRAS 03211+5446; essa è associata a una regione H II compatta sede di importanti processi di formazione stellare, come è testimoniato anche dalla presenza di un maser con emissioni H2O al suo interno.